# Readcrest Capital
Die Readcrest Capital AG ist eine deutsche Beteiligungsgesellschaft mit Sitz in Hamburg. Kerngeschäft ist die Verwaltung eigenen Vermögens sowie die Erbringung von Management-Dienstleistungen, insbesondere Buchführung, Controlling, nicht aufsichtspflichtige Finanzierungsdienstleistungen und Marketing. Die Aktie der Gesellschaft wird im General Standard gehandelt und ist im CDAX enthalten.

## Geschichte
Das Unternehmen wurde am 16. September 1999 durch Neueintragung in das Handelsregister als Business Media China AG (BMC) mit Sitz in Stuttgart gegründet. Geschäftszweck des Unternehmens war zunächst die Veranstaltung von Messen und Ausstellungen zu Werbezwecken beispielsweise für Kosmetikprodukte und Optoelektronik. Des Weiteren betätigte sich das Unternehmen in der Vermietung von Werbeflächen an Bahnhöfen und Flughäfen in Festlandchina. Nach ausbleibendem Geschäftserfolg wurde das Unternehmen in den Jahren 2009 und 2010 neu ausgerichtet.
Im November 2011 erfolgte die Umbenennung in Enerxy AG und die Gesellschaft konzentrierte sich darauf, als Beratungs- und Vermittlungsunternehmen in der Energiebranche westliche Unternehmen zu unterstützen, am chinesischen Markt teilzuhaben. Im September 2013 wurde der Sitz der Gesellschaft nach Karlsruhe verlegt. Nachdem das Geschäft gescheitert war, wurde im Januar 2015 die Liquidation der Gesellschaft beschlossen.
Die Hauptversammlung vom 28. März 2017 beschloss die Fortsetzung der Gesellschaft, eine Namensänderung in Readcrest Capital AG und eine Sitzverlegung nach Hamburg. Seither ist Das Unternehmen ein Börsenmantel ohne operatives Geschäft.